# Kuhmalahti

Wappen der ehemaligen Gemeinde Kuhmalahti

Kuhmalahti [ˈkuhmɑlɑhti] (schwedisch Kuhmalax) ist eine ehemalige Gemeinde in der finnischen Landschaft Pirkanmaa. Anfang 2011 wurde sie in die Gemeinde Kangasala eingemeindet.
Kuhmalahti liegt 37 Kilometer östlich des Zentrums von Kangasala am Ostufer des Sees Längelmävesi. Die Gemeinde Kuhmalahti hatte eine Fläche von 220,7 Quadratkilometern (davon 52,2 Quadratkilometer Binnengewässer). Sitz der Gemeindeverwaltung war der Ort Pohja, das Kirchdorf der Gemeinde ist dagegen der Ort Iso-Pento. Die Einwohnerzahl von Kuhmalahti betrug zuletzt 1.041. Die Gemeinde Kylmäkoski war einsprachig finnischsprachig. Wie viele ländliche Orte Finnlands ist Kuhmalahti seit Jahrzehnten von Bevölkerungsschwund und Überalterung betroffen. Noch 1960 hatte die Gemeinde mehr als 2.000 Einwohner.
Kuhmalahti gehörte ursprünglich zum Kirchspiel Kangasala. Um 1640 wurde es zu einer Kapellengemeinde, die 1896 Sahalahti unterstellt wurde. 1901 wurde Kuhmalahti zu einer eigenständigen Kirchengemeinde. Die schlichte Holzkirche von Kuhmalahti wurde von 1845 bis 1846 nach Plänen von Ernst Bernhard Lohrmann erbaut, der freistehende Glockenturm stammt noch vom 1780 bis 1782 errichteten Vorgängerbau. Der Ort Vehkajärvi hat eine eigene Kirche, die 1841 von den Dorfbewohnern nach einer Zeichnung von Benjamin Helen errichtet wurde. Mehrere der Orte der Gemeinde weisen noch Holzhäuser aus dem 18. und 19. Jahrhundert auf und werden im finnischen Denkmalregister als schützenswerte Kulturlandschaft geführt.
Das Wappen von Kuhmalahti wurde 1961 vom Heraldiker Gustaf von Numers entworfen. Die Blasonierung lautet: Im roten Schild eine gestürzte silberne Spitze mit einer roten Flamme.